# 大汶口陶文
大汶口陶文，古文字符号，屬於大汶口文化，距今約五千八百年。對於這些符號是否為古文字，學者尚有爭議。

## 發現歷史
1957年，中華人民共和國山東省莒县遺址，挖掘出刻有陶文的大口尊，上有图像和图像文字共12个。隨後在陵陽河、諸城前寨、寧陽堡頭、滕縣與崗山等遺址皆出土大量陶文。

## 相關研究
中華人民共和國學者唐蘭、省吾、李學勤認為這是早期文字，除了有象形文字之外，也出現會意字。李學勤認為大汶口陶文上承半坡陶符與良渚文字，為殷商甲骨文先祖。唐蘭、裘錫圭也主張殷商甲骨文源自於大汶口陶文。